# Перекопська вулиця (Мелітополь)
Перекопська вулиця — вулиця в Мелітополі в історичному районі Новий Мелітополь. Йде від Будівельної вулиці до вулиці Островського, забудована приватними будинками.

## Назва
Вулиця названа на честь Перекопського перешийка на в'їзді в Крим.

## Історія
Перша відома згадка вулиці датується 17 січня 1939 року.